# Mobiele fase

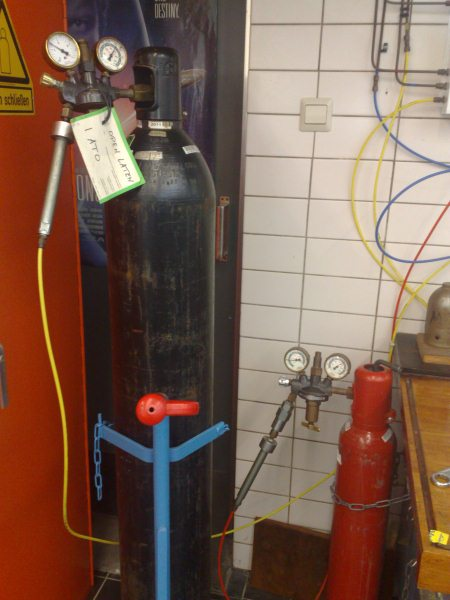
Afbeelding 1: N_{2}-gas, een van de mogelijke mobiele fasen bij GC-analyse

Verschillende scheidingsmethoden in de analytische chemie berusten op een scheiding met een mobiele fase en een stationaire fase. Matrices met verschillende stoffen worden door middel van een mobiele fase (een gas of vloeistof) langs een stationaire fase gevoerd en de scheiding vindt plaats op basis van een verschillende affiniteit met de mobiele en stationaire fase. Een aantal scheidingsmethoden die gebruikmaken van een mobiele fase zijn HPLC (high-performance liquid chromatography), GC (gaschromatografie), TLC (thin-layer chromatography) en SPE (solid-phase extraction). Bij al deze methoden is er veel variatie mogelijk in het gebruik van de mobiele fase.

## Algemeen
Zoals eerder genoemd is de mobiele fase een onderdeel van analytische scheidingsmethoden om bijvoorbeeld uit een matrix van urine of plasma verschillende stoffen te scheiden. De mobiele fase leidt het monster langs de stationaire fase, die bijvoorbeeld uit silica-deeltjes bestaat, en neemt de verschillende stoffen uit de matrix mee langs de stationaire fase. Omdat stoffen afhankelijk van hun fysisch-chemische eigenschappen een verschillende affiniteit met de stationaire en mobiele fase hebben zal de ene stof meer tijd in de stationaire fase doorbrengen dan de andere stof. Deze stoffen worden vertraagd en er vindt scheiding plaats. 

### HPLC

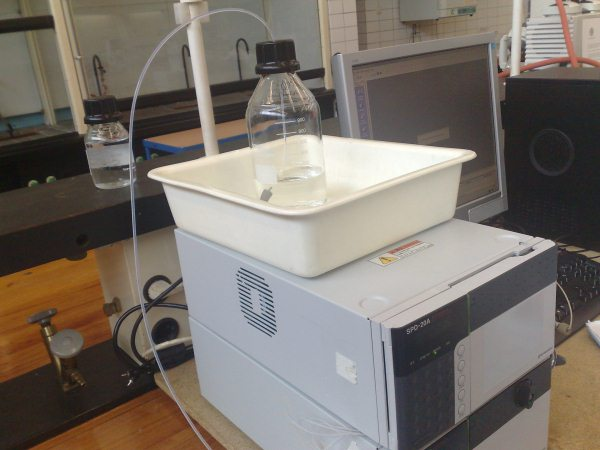
Afbeelding 2: Mobiele fase bij HPLC

Van alle chromatografische technieken waarbij de mobiele fase een vloeistof is, is high-performance liquid chromatography (HPLC) de bekendste. HPLC wordt in de analytische chemie of in de biochemie gebruikt om stoffen te scheiden, ze te identificeren of te kwantificeren door gebruik te maken van de polariteit van de te analyserende stof. Bij normal-phase chromatography wordt er een mobiele fase (zie afbeelding 2) gebruikt die minder polair is dan de stationaire fase. Bij reversed-phase chromatography (RP-HPLC, ook wel bekend als chromatography on a hydrophobic phase) is de mobiele fase meer polair dan de stationaire fase. Bij RP-HPLC hebben stoffen die minder polair zijn een grotere affiniteit voor de kolom waardoor het langer duurt voordat ze de detector bereiken. Een polaire mobiele fase die vaak gebruikt wordt is water met een gematigde hoeveelheid methanol of acetronitriel erin opgelost. De polariteit van de mobiele fase kan veranderd worden door de samenstelling ervan te veranderen. Als gevolg hiervan verandert de distributiecoëfficiënt K (Cs/Cm) en dus ook de retentiefactor k van de analieten. Daarom is het gebruik van de juiste mobiele fase van zeer groot belang voor een optimale scheiding van stoffen. 

### Gaschromatografie

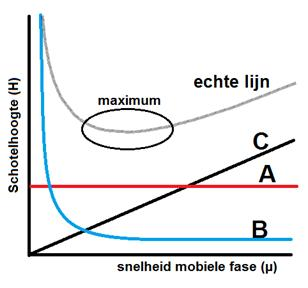
afbeelding 3: Hoe schotelhoogte tot stand komt

Bij een gaschromatograaf wordt zoals de naam zegt een gas gebruikt, het zogenaamde draaggas (zie afbeelding 1). Dit draaggas neemt de stof, die bij injectie in de gasfase gebracht wordt, mee door de kolom. Het draaggas wordt de mobiele fase genoemd. De kolom bevat de stationaire fase. Voor de mobiele fase wordt in een gaschromatograaf vaak stikstof (N2), helium (He) of waterstof (H2) gebruikt. Men maakt meestal een afweging tussen het dure helium, het relatief gevaarlijke waterstof en het goedkope stikstof (met over het algemeen veel langere analysetijden). 
Stikstof is bijvoorbeeld alleen accuraat bij een lineaire stroomsnelheid rond de 12 cm/s.(zie afbeelding 4). Als de stroomsnelheid hoger wordt, neemt de schotelhoogte relatief meer toe dan bij helium en waterstof het geval is. Hierdoor neemt de efficiëntie af van de scheiding. Bij waterstof kan de lineaire stroomsnelheid op 35 cm/s gezet worden voor dezelfde kwaliteit scheiding. Het draaggas Helium zit qua prestaties hier tussenin. Een hoge lineaire stroomsnelheid betekent dat analyses korter duren, wat handig is als er veel metingen gedaan moeten worden.

Deze waarden komen tot stand door de Van Deemter formule: H(schotelhoogte)= A(eddy-diffusie) + (B(longitudinale diffusie)/µ(lineaire stroomsnelheid)) + C(evenwichtssnelheid)*µ (zie afbeelding 3) die gebruikmaakt van de eigenschappen van de mobiele en de stationaire fase, en de interactie hiertussen. Eddy-diffusie wil zeggen dat de analieten via verschillende wegen door de stationaire fase heen bewegen (alleen in een packed kolom). Dit wil zeggen dat een molecuul een langere of kortere weg kan nemen wat resulteert in piekverbreding.

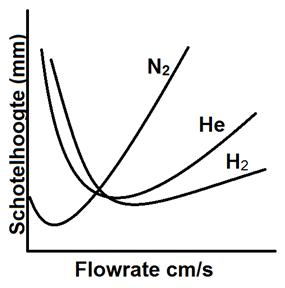
Afbeelding 4: Verschillende mobiele fasen

 Longitudinale diffusie wil zeggen dat de analieten kunnen diffunderen. Hoe groter de stroomsnelheid van het draaggas, hoe minder tijd er is om te diffunderen. Hoe korter de verblijftijd van de analieten in de kolom hoe minder tijd er is om te diffunderen en dus een kleinere piekverbreding. De C-term gaat over de evenwichtssnelheid, welke gaat over het evenwicht van je stof tussen de mobiele en de stationaire fase. De analieten kunnen in de stationaire fase gaan maar de analieten die dat niet doen worden mee genomen met de mobiele fase. Als de lineaire stroomsnelheid hoger wordt zullen de analieten in de mobiele fase veel verder van de analieten in de stationaire fasen worden weggedragen dan bij een lagere lineaire stroomsnelheid. Hoe groter de snelheid hoe groter de piekverbreding.

### TLC
Thin-layer chromatography (TLC) is een andere vorm van chromatografie die onmisbaar is in de analytische chemie en in de biochemie doordat het goedkoop is en gemakkelijk te gebruiken is. De scheiding van TLC berust net als bij normal-phase- of reversed-phase chromatography op polariteit en de loopvloeistof is de mobiele fase. De vaste fase bestaat hier uit een dunne laag kolommateriaal op een plaat, welke in een kleine laag van de loopvloeistof wordt gezet. De mobiele fase beweegt door capillaire werking over de stationaire fase heen met als gevolg dat de componenten van elkaar worden gescheiden. Dit komt doordat niet alle componenten even snel met de mobiele fase mee zullen gaan, waardoor ze allemaal op een ander plek op de TLC-plaat zullen zijn als de analyse gestopt wordt. Als de mobiele fase apolair is, dan zullen de apolaire stoffen minder retentie hebben dan de polaire stoffen. Deze apolaire componenten komen dan ook hoger te liggen op de TLC-plaat dan de polaire stoffen.

### SPE
SPE (solid-phase extraction) ofwel vaste-fase-extractie is een monstervoorbewerkingsmethode die gebruikt wordt om stoffen uit een matrix te scheiden of om monsters sterker te concentreren. Er zijn verschillende mogelijkheden met deze scheidingsmethode. Zo zijn er bijvoorbeeld SPE-kolommen die C18 (octadecyl)-silicadeeltjes bevatten en dus een apolaire stationaire fase hebben. Als mobiele fase wordt dan een relatief "polaire" vloeistof gekozen om de kolom mee te spoelen. Het is mogelijk om met een oplopende gradiënt in de concentratie van de mobiele fase te werken zodat bij bijvoorbeeld mengsel een lage verhouding MeOH-water de sterk polaire deeltjes van de kolom worden gewassen en naarmate de gradiënt oploopt en de concentratie MeOH in de mobiele fase toeneemt zullen ook minder polaire deeltjes van de kolom loskomen. Zo is dus een scheiding op basis van polariteit van stoffen mogelijk. Er zijn ook kolommen met een polaire stationaire fase waarbij dus een apolaire mobiele fase gebruikt kan worden.